# The Informers
The Informers (prt: Os Informadores; bra: Informers - Geração Perdida) é um filme norte-americano de 2008, realizado por Gregor Jordan, com Billy Bob Thornton, Kim Basinger, Mickey Rourke, Winona Ryder e Amber Heard. É uma adaptação de contos de Bret Easton Ellis contidos no livro homônimo.

## Sinopse
O filme retrata sete histórias num período de uma semana e um enredo envolto num abismo de drogas e promiscuidade. A trama acontece em Los Angeles, durante os anos 80, apresentando um conjunto diversificados de personagens: como um executivo de cinema, a sua esposa e a sua amante, um sequestrador, um vampiro e uma estrela de rock.

## Elenco
- Billy Bob Thornton - William Sloan
- Kim Basinger - Laura Sloan
- Mickey Rourke - Peter
- Winona Ryder - Cheryl Laine
- Jon Foster - Graham Sloan
- Amber Heard - Christie
- Rhys Ifans - Roger
- Chris Isaak - Les Price
- Austin Nichols - Martin
- Lou Taylor Pucci - Tim Price
- Mel Raido - Bryan Metro
- Brad Renfro - Jack
- Theo Rossi - Spaz
- Cameron Goodman - Susan Sloan
- Aaron Himelstein - Raymond
- Jessica Stroup - Rachel
- Angela Sarafyan - Mary
- Simone Kessell- Nina Metro
- Katy Mixon - Patty
- Daniel Rosenberg - Rocko

## Recepção
No agregador de críticas Rotten Tomatoes, na pontuação onde a equipe do site categoriza as opiniões da grande mídia e da mídia independente apenas como positivas ou negativas, o filme tem um índice de aprovação de 12% calculado com base em 106 comentários dos críticos. Por comparação, com as mesmas opiniões sendo calculadas usando uma média aritmética ponderada, a nota alcançada é 3,8/10 que é seguida do consenso dizendo: "Tão miserável e insípido quanto seus protagonistas, The Informers não fornece nada em que pensar depois que o brilho do loiro falso se foi."
Em outro agregador, o Metacritic, que calcula as notas das opiniões usando somente uma média aritmética ponderada de determinados veículos de comunicação em maior parte da grande mídia, tem uma pontuação de 20/100, alcançada com base em 25 avaliações da imprensa anexadas no site, com a indicação de "revisões geralmente desfavoráveis".